# François Giroust
François Giroust (Parigi, 10 aprile 1737 – Versailles, 28 aprile 1799) è stato un compositore francese.

## Biografia
All'età di sette anni iniziò a frequentare la scuola di canto corale di Notre-Dame a Parigi, dove si formò con il compositore Louis Homet e in seguito, dal 1738, con il maestro di cappella Antoine Goulet. La sua carriera fu rapida e brillante: a quattordici anni compose il primo importante mottetto, e nel 1756 divenne a sua volta maestro di cappella presso la cattedrale di Orléans, dove fu anche direttore d'orchestra e grande organizzatore. Ridiede vita infatti all'accademia musicale orleanese con una serie di concerti e opere drammatiche di vari autori, che accompagnava puntualmente con le proprie composizioni originali.
Frequentatore del Concert spirituel e ammiratore di Rameau, ricevette da questi giudizi lusinghieri per i mottetti presentati alla manifestazione nel 1762. Due di tali composizioni, composte sul salmo 137, Super flumina Babylonis, si aggiudicarono a pari merito il primo premio nell'edizione 1768, alla quale Giroust aveva partecipato anonimamente. Fu allora che venne chiamato alla direzione del coro dei Santi Innocenti (1769). Dal 1775 al 1780 fu a Versailles come assistente maestro della Cappella reale, per interessamento di Maria Antonietta che ne aveva già assunto a corte la moglie, il soprano Marie-Françoise de Beaumont d'Avantois (1774). Nel 1780 fu promosso al prestigioso incarico di sovrintendente musicale del re Luigi XVI, che mantenne fino alla caduta della monarchia (1792).
Nel frattempo (1777) fu iniziato alla massoneria e divenne membro della loggia Patriotisme (1784 circa). In questo modo, da compositore dedito principalmente alla musica sacra, si avvicinò a una filosofia in qualche modo prerivoluzionaria. Nelle opere non religiose Giroust si valse della collaborazione del poeta e funzionario del ministero della Casa reale François-Félix Nogaret. Già nel 1780 anticipava in un poema lirico (Irruption de l'Océan dans la partie du Globe appelée aujourd'hui la Méditerranée) l'ideale rivoluzionario della fratellanza nell'affermazione «aimons-nous, tous les hommes sont frères», mentre nell'oratorio L'ombre de Samuel (1781), ispirato al primo libro di Samuele (8, 20-22), proclamava il principio del dispotismo illuminato. Altre opere rappresentano i rituali massonici.
La rivoluzione stravolse la carriera del compositore, che vendette il proprio impiego di sovrintendente a Martini il Tedesco e seguì i reali alle Tuileries come maestro di cappella, ma dopo la proclamazione della repubblica tornò a Versailles, riunì in orchestra gli ex musicisti del re e si mise a disposizione del nuovo regime. A questo periodo appartengono le composizioni ispirate ai nuovi valori e agli eventi della vita civile, a volte adattamenti di precedenti composizioni massoniche al nuovo spirito repubblicano. Tra le opere del periodo rivoluzionario si ricorda l'Hymne des versaillais scritto per l'inaugurazione dei busti di Marat e Peletier il 4 novembre 1793.

## Opere
Screditata malamente dall'autorevole critico ottocentesco François-Joseph Fétis, l'opera di Giroust è stata rivalutata a partire dagli studi dell'abate Jean Prim negli anni 1950. La sua produzione comprende, tra l'altro:
- inni rivoluzionari, patriottici e repubblicani
- sei messe
- settanta mottetti
- quattordici oratori (in parte perduti)
- Le déluge (cantata funebre massonica)
- dodici Magnificat
- Télèphe (opera lirica, perduta).